# Orzowei
Orzowei es el título de una novela escrita por Alberto Manzi publicada en el año 1955 y que en 1976 dio origen a una serie televisiva, que se estrenó sucesivamente en Alemania e Italia en 1976 y posteriormente en España en 1978; también se realizó en el año 1977, la película Orzowei, el hijo de la selva.

## Historia
Isa es un niño blanco abandonado en medio de la selva africana, encontrado y criado como un hijo por un gran guerrero y su esposa, pertenecientes a la tribu bantú de etnia swazi. Por el color de su piel, no es totalmente aceptado por los miembros de la tribu, que para reconocerlo lo llamaron "Orzowei" (el encontrado) por cuestiones de racismo contra las personas blancas. Su principal rival es Mesei, el hijo del jefe. Por razones raciales Orzowei no es aceptado por los guerreros de su tribu, aunque haya superado unas duras pruebas de iniciación. Tiene que alejarse de su "pueblo" y refugiarse en la selva cerca de una tribu de bosquimanos donde es adoptado nuevamente como hijo por Pao. Muy a su pesar, Orzowei tendrá que luchar contra los swazi que lo encontraron por vez primera, y por lo tanto tendrá que luchar contra su enemigo de toda la vida, Mesei.

## La serie televisiva
La serie televisiva, que consta de diecisiete episodios, es una coproducción italo-alemana y fue emitida en Italia por vez primera a las 19:20 del 28 de abril de 1977. Protagonizada por Peter Marshall, esta serie es muy recordada por la pegadiza canción que interpreta el grupo musical italiano Oliver Onions cuyos componentes son los hermanos Guido y Maurizio de Angelis.
De la versión española:
- Orzowei fue estrenada en TVE el 16 de septiembre de 1978 sin ningún tipo de anuncio previo. Aquel sábado al mediodía se esperaba un nuevo capítulo de Mazinger Z.[4]

- La serie italo-alemana está basada en la novela homónima publicada en 1955 por Alberto Manzi, un profesor que años más tarde llegó a ser un reconocido presentador en la televisión italiana con su famoso programa Non è mai troppo tardi (Nunca es demasiado tarde), una serie de clases a distancia con las que consiguió sacar del analfabetismo a más de 2 millones de italianos.

- El actor protagonista de Orzowei fue el británico Peter Marshall que tenía tan solo 16 años cuando se rodó la serie y 17 cuando se estrenó en Italia en 1976. Por la profesión de su padre (ingeniero electrónico) la familia se trasladó a Yemen y después a Mombasa (Kenia), que es donde el joven fue seleccionado por el director Yves Allégret de entre todos los alumnos de su clase. Fue su primer papel.

- Su nombre real en la serie es Mohamed Isa, nombre puesto por Amunai cuando encuentra a este bebé que tanto recuerda a Tarzán y Mowgli. Más tarde los utzi comienzan a llamarle Orzowei que signinica ‘El encontrado‘.

- El tema original, uno de los principales desencadenantes del éxito de la serie, fue interpretado por el grupo italiano Oliver Onions formado por los hermanos Guido y Maurizio de Angelis, unas auténticas estrellas de bandas sonoras para el cine y la tele de aquella época. Suya es la banda sonora de prácticamente todas las películas de Bud Spencer y Terence Hill, la sintonía de Sandokán y de los dibujos animados El bosque de Tallac, Banner y Flappy, Ruy, el pequeño Cid, D'Artacán y los tres mosqueperros y La vuelta al mundo de Willy Fog, entre otras muchas.

- En España, Enrique y Ana hicieron una versión de la canción en español, aunque en realidad es a Enrique al único que se puede oír. Aparece en el disco El disco para los pequeños con Enrique y Ana (1978) que en principio iban a ser dos discos, uno de cada uno de los intérpretes por separado.

- La serie fue rodada íntegramente en África y el reparto fue completado por auténticos miembros de la tribu masái y actores de teatro de Nairobi. Aunque en principio estaba previsto rodar en Sudáfrica y Uganda, las prohibiciones no lo permitieron.

- La serie original constaba de 17 episodios pero en España se emitió una versión reducida de 13 capítulos de 25 minutos. Por ejemplo, la escena final no fue emitida completa y en nuestro país la serie finalizó cuando Orzowei es alcanzado por una lanza durante una lucha y dos guerreros se llevan su cuerpo sin saber si está vivo o muerto, mientras que en otros países se aclaró esta duda demostrando que seguía vivo.

- Tras el éxito de Orzowei, el actor realizó una gira circense por diferentes provincias españolas e italianas en la que demostraba sus habilidades con el arco. Más tarde se desplazó a California donde consiguió la licencia de piloto de avión comercial y regresó a África donde trabajó transportando a turistas.

- Peter Marshall murió el 22 de octubre de 1986, con tan solo 29 años de edad, en un accidente de tráfico en Johannesburgo.[5] El coche en el que viajaba con dos amigos, como acompañante en el asiento trasero, se detuvo en un semáforo en rojo y un camión sin frenos les embistió por detrás. Fue el único de los tres que falleció.